# حدث بياض

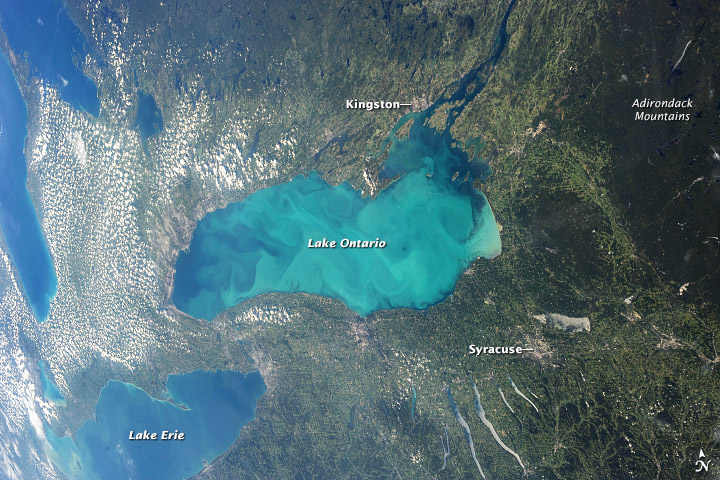
صورة جوية لسحابة هطول الأمطار حدث البياض في بحيرة أونتاريو.

حدث البياض (بالإنجليزية: whiting event)‏ هو ظاهرة تحدث عندما تترسب سحابة معلقة من كربونات الكالسيوم الدقيقة في المسطحات المائية، عادة خلال أشهر الصيف، نتيجة للنشاط الميكروبيولوجي الضوئي أو اضطراب الرواسب. يعود سبب تسمية الظاهرة بهذا الاسم إلى اللون الطباشيري (الأبيض) حيث أنه يصبغ الماء. وقد تبين أن هذه الأحداث تحدث في المياه المعتدلة وكذلك في المناطق الاستوائية، ويمكن أن تمتد لمئات الأمتار. ويمكن أن تحدث أيضا في البيئات البحرية وبيئات المياه العذبة. يتم مناقشة أصل الأحداث البيضاء بين الأوساط العلمية، ومن غير الواضح ما إذا كان هناك سبب واحد ومحدد. عموما يعتقد أنها تنتج إما بسبب الرواسب القاعية نتيجة إعادة تعلقها أو عن زيادة نشاط بعض الكائنات ذات الحياة المجهرية مثل العوالق النباتية. ولأن أحداث البياض تؤثر على الكيمياء المائية والخصائص الفيزيائية، ودورة الكربون، فإن دراسة الآليات التي تقف وراءها لها أهمية علمية بطرق مختلفة.

## مميزات
تتكون سحب حدث البياض من عدة أشكال من كربونات الكالسيوم؛ فالأراجونيت يميل إلى أن يكون الراسب السائد ، ولكن بعض الدراسات في البحيرات قليلة ومعتدلة التغذية تظهر أن الكالسيت هو السائد. وقد لوحظت أحداث البياض في المياه الاستوائية والمعتدلة، ويمكن أن تغطي مئات الأمتار. وتميل إلى الحدوث في كثير من الأحيان في أشهر الصيف، حيث أن المياه الأكثر دفئًا تعزز ترسب كربونات الكالسيوم في المياه العسرة. يتميز البياض عادةً ببقع بيضاء غائمة في الماء، ولكنها يمكن أن تكون أيضًا تانر في المياه الضحلة جدًا (أقل من عمق 5 متر). هذه الأحداث البيضاء في المياه الضحلة تميل إلى أن تستمر أقل من يوم واحد بالمقارنة مع الأحداث البيضاء في المياه العميقة التي يمكن أن تستمر لعدة أيام وقد تصل إلى عدة أشهر. بغض النظر عن عمر الحدث، فإن الغيوم التي ينتجها تزيد من تعكر وتعوّق اختراق الضوء.

## أسباب محتملة
يوجد بعض النقاش حول السبب الدقيق للأحداث البيضاء. وعلى الرغم من وجود الكثير من البحوث حول هذا الموضوع، لا يوجد حتى الآن توافق نهائي في الآراء حول الآليات الكيميائية التي تقف وراءه. والأسباب الثلاثة المقترحة لهذه الظاهرة هي: العمليات الميكروبيولوجية، وإعادة تعلق الرواسب البحرية أو الرواسب القاعية، وهطول الأمطار المباشر في المياه. من هذه الأسباب الثلاثة، قد اعتبر السبب الأخير غير مرجح بسبب حركية التفاعل غيرالمرغوبة من انبعاثات كربونات الكالسيوم نتيجة هطول الأمطار. ومن الجدير بالذكر أيضا أنه قد يكون من الممكن أكثر من عامل من العوامل المذكورة أعلاه يسهم في الأحداث البيضاء في نفس المنطقة.

### نشاط ميكروبيولوجي
تشير النتائج الجوهرية إلى أن العوالق التركيبية الضوئية، والبكتيريا الزرقاء ونشاط العوالق النباتية تخلق ظروفًا مناسبة لترسب الكربونات. ينشأ هذا الارتباط نتيجة لوجود أزهار من العوالق تتزامن مع الأحداث. بعد ذلك من خلال عملية التمثيل الضوئي، تمتص هذه الكائنات الكربون غير العضوي، وترفع درجة حموضة المياه، وتغير قلوية الماء، مما يعزز ترسب كربونات الكالسيوم. تُظهر المعادلة أدناه التأثير الديناميكي الحراري للكربون غير العضوي على إنتاج كربونات الكالسيوم البيضاء. علاوة على ذلك ، توجد حالات يتطابق فيها نوع كربونات الكالسيوم الموجود في سحابة البياض مع النوع الموجود في أغشية البكتيريا الزرقاء. من المفترض أن المواد البوليمرية خارج الخلية (EPS) التي تنتجها هذه الكائنات الحية الدقيقة يمكن أن تكون بمثابة بلورات بذور توفر بداية لعملية الترسب. ومع ذلك ، فإن الأبحاث الحالية حول تفاصيل EPS والآليات الفسيولوجية الدقيقة لامتصاص الكائنات الحية الدقيقة للكربون محدودة.
{\displaystyle {\ce {2 HCO3- (aq) + Ca^2+ (aq) <=> CaCO3 (s) + H2O + CO2}}} 

### إعادة تعلق الرواسب
في المياه الضحلة، تثبت الأدلة أن نشاط الصيادين المحليين والحياة البحرية مثل الأسماك وبعض أنواع أسماك القرش، يمكن أن يزعج رواسب القاع التي تحتوي على جسيمات كربونات الكالسيوم مما يؤدي إلى تعلقها. بالإضافة إلى ذلك، بما أن الكائنات الحية الدقيقة تؤثر على كيمياء المياه بطرق يمكن ملاحظتها وتتطلب مستويات معينة من المغذيات لتنمو، فإن الأحداث البيضاء التي تحدث في المياه الفقيرة من المغذيات لا تُوجد فرق كبير في القلوية بين المياه البيضاء والمياه غير البيضاء تدعم فكرة إعادة تعلق الرواسب كسبب رئيسي.

## الأهمية
أحداث البياض لها تأثير فريد على المياه من حولهم. إن حقيقة أن سحب كربونات الكالسيوم تزيد من التعكر وانعكاس الضوء يحمل آثارًا على الكائنات والعمليات التي تعتمد على الضوء. بالإضافة إلى ذلك ، يمكن أن تعمل أحداث البياض كآلية نقل للكربون العضوي إلى المنطقة القاعية ، وهو ما يرتبط بدورة المغذيات . تمتلك الغيوم الزائدة للبكتيريا الزرقاء أيضًا القدرة على العمل كوسيلة لدراسة دور الكائنات الحية الدقيقة في دورة الكربون (خاصة فيما يتعلق بتغير المناخ) ودورها المحتمل في العثور على صخور مصدر البترول.

## مزيد من القراءة
- Thompson، Joel B.؛ وآخرون (1997). "Whiting Event: Biogenic origin due to the photosynthetic activity of cyanobacterial picoplankton" (PDF). American Society of Limnology and Oceanography. ص. 133–141. مؤرشف من الأصل (PDF) في 2016-03-03.
- Effler، Steven W.؛ Perkins، Mary Gail؛ Greer، Harry؛ Johnson، David L. (1987). "Effect of 'whiting' on Optical Properties and Turbidity in Owasco Lake, New York". Journal of the American Water Resources Association. ج. 23 ع. 2: 189–96. Bibcode:1987JAWRA..23..189E. DOI:10.1111/j.1752-1688.1987.tb00796.x.
- "Whiting Events(Calcium Carbonate Precipitate)A naturally occurring phenomena" (PDF). مؤرشف من الأصل (PDF) في 2017-09-20.